# Чориев, Фаррух
Фаррух Чориев (тадж. Фаррух Чориев; 21 июля 1984, Таджикская ССР, СССР) — таджикский футболист, выступающий за Регар-ТадАЗ.
Воспитанник футбольного клуба «Регар-ТадАЗ», за который дебютировал в основе в 2003 году. Также выступает за сборную Таджикистана, за который провёл 15 матчей. Мастер спорта международного класса. Шестикратный чемпион Таджикистана. Четырёхкратный обладатель Кубка Таджикистана. Обладатель Кубка вызова АФК 2006. Трёхкратный обладатель Кубка президента АФК.